# Erasmus+

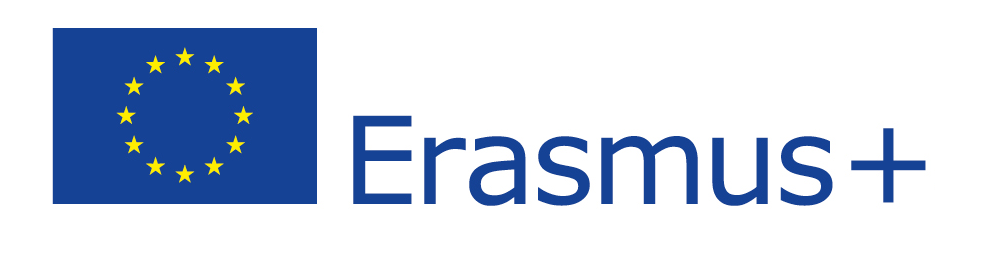
Logo Erasmu+

Erasmus+ je program Evropské unie na podporu vzdělávání, odborné přípravy, mládeže a sportu v Evropě na základě priorit stanových Evropským prostorem vzdělávání, Akčním plánem digitálního vzdělávání a Evropskou agendou dovedností. Hlavním zájmem programu Erasmus+ je mimo jiné umožnění studia vysokoškolským studentům v zahraničí za účelem zvýšení vyhlídek na budoucí uplatnění na pracovním trhu. Program investuje zejména do studijních programů zaměřených na budoucnost jako například změna klimatu, umělé inteligence, zdravotní vědy, čisté energie a jiné. Aktuálně probíhá program pro období 2021–2027, který se zaměřuju na klíčové priority, mezi které patří sociální začleňování, zelená a digitální transformace a podpora účasti mladých lidí na demokratickém procesu.

## Historie
Program „Erasmus“ byl původně zřízen Evropskou unií v roce 1987 za účelem spolupráce vysokoškolských institucí a vytvoření integrovaného systému. Erasmus začal jako samotný program ve dvou fázích v letech 1987–1994. Během let 1995–2006 probíhal program „Socrates“ pro vzdělávání, mezi lety 2007–2013 pak fungoval Program celoživotního učení. V roce 2014 Evropská unie zřídila Erasmus+ coby program pro vzdělávání, odbornou přípravu, mládež a sport.

## Cíle Erasmu+
Obecným cílem programu je podporovat vzdělávání, profesní a osobní rozvoj v oblasti vzdělávání, odborné přípravy mládeže a sportu v Evropě i mimo ni prostřednictvím celoživotního vzdělávání, a tím přispívá k udržitelnému růstu, kvalitním pracovním místům a sociální soudržnosti, snaží se podněcovat inovace a posilovat evropskou identitu a aktivní občanství.
Na rovině specifických cílů Erasmus+ podporuje:
- vzdělávací mobilitu jednotlivců a skupin ve spolupráci, kvalitě, inkluzi a rovnosti, excelenci, kreativitě a inovaci na úrovni organizací a politik v oblasti vzdělávání a odborné přípravy.
- mobilitu v oblasti neformálního a informálního učení a aktivní zapojení mladých lidí ve spolupráci, kvalitě, inkluzi, kreativitě a inovacích na úrovni organizací a politik v oblasti mládeže.
- vzdělávací mobilitu pracovníků v oblasti sportu ve spolupráci, kvalitě, inkluzi, kreativitě a inovaci na úrovni sportovních organizací a politik v oblasti sportu.[7]

## Správa programu
Za celkové řízení programu odpovídá Evropská komise (výkonná funkce), která má na starost správu rozpočtu, stanovení priorit, určení cílů programu a kritérií způsobilosti, sledování provádění programu a poskytování podpory a vyhodnocování programu. Národní agentury umožňují program potřebám vzdělávacího systému a poskytují podporu účastníkům. Vykonávají tedy decentralizované úkony (úkony, které si řeší každá národní agentura sama pod záštitou Evropské komise) jako například poskytování informací o programu, posuzování žádostí podaných v jejich zemi nebo sledování a hodnocení programu. V České republice tyto úkony vykonává Dům zahraniční spolupráce. Mimo Evropskou unii vykonávají správní a podpůrnou činnost Národní kanceláře Erasmus+, které mají za úkol např. monitorování projektů Erasmus+, poskytování informací o programu a o kriteriální způsobilosti nebo také sledování vývoje politických opatření.

### Financování
Rozpočet Erasmu+ se plánuje v sedmiletém období. Současné programové období 2021–2027 navýšilo rozpočet téměř o dvojnásobek oproti předchozímu období na 26,2 miliardy euro.

## Kdo se může Erasmu+ zúčastnit

### Žáci
Pro žáky program nabízí možnost strávit individuálně nebo ve skupině až 1 měsíc v zahraničí, během kterého žák tráví čas s vrstevníky v jiné zemi. 

### Studenti
Studiem v zahraničí získává vysokoškolský student příležitost ke zlepšení své pozice na pracovním trhu, získává větší sebedůvěru a nezávislost a také si během pobytu upevňuje znalosti cizího jazyka. Vysokoškolští studenti mají i možnost si pobyt zkombinovat se stážemi ve firmách nebo programem Erasmus Mundus (platí pro studenty v magisterském programu).

### Mládež
V rámci výměnných pobytů pro mládež mohou mladí lidé ve věku 13–30 let vyjet do zahraničí a setkávat se se svými vrstevníky z jiných zemí, spolupracovat na projektech, účastnit se workshopů, seminářů, diskusí aj. Výměnné pobyty trvají 5–21 dní. 

### Pracovníci s mládeží
Podpora profesních pracovníků s mládeží prostřednictvím školících nebo networkingových pobytů v zahraničí za účelem získávání zkušeností od zkušených pracovníků, kteří pracují s mládeží. 

### Stážisté
Vysokoškolští studenti a čerství absolventi mohou využít možnosti zahraniční stáže pod programem Erasmus+ přímo na pracovišti k získání cenných odborných zkušeností a zlepšení jazykové znalosti. 

### Zaměstnanci (vyučující)
Program dává možnost vyučujícím po dobu určitou vyučovat na zahraniční instituci. Program je vhodný pro pracovníky z oboru vzdělávání, ale i jednotlivce, kteří předávají poznatky v nejrůznějších podnicích. Vyučování je dostupné ve vzdělávacích institucích všech úrovní. 

### Zaměstnanci (odborná příprava)
Školení pracovníků z oblasti vzdělávání pozorováním zkušených pracovníků za účelem profesního rozvoje. 